# FKM (musikgrupp)
För andra betydelser, se FKM.
FKM är ett svenskt punkband från Hallstahammar som var aktiva från slutet av 70- till mitten av 80-talet. FKM var från början en förkortning av "Fjärta klämm mage", men när bandet skulle spela in sin första 7-tummare var de tvungna att byta namn till "Få Kända män". FKM har spelat i ett gammalt svenskt radioprogram: "Ny våg", som var ett slags punkradioprogram.

## Senast kända banduppsättning
- Hans Elofsson: gitarr (Spelade även i Rock N' Roll-bandet Wild Bunch)
- Inge Norlin: bas (Spelade även i Rock N' Roll-bandet Wild Bunch)
- Jorma Linna: gitarr (Spelade även i Rock N' Roll-bandet Wild Bunch)
- Rolle Eriksson (numera Svedlin): trummor och kör
- Anders Larsson: sång
- Johan Elofson: Bas
- Calle Hallqvist :Gitarr

## Diskografi
- 1983: Lag och rätt (7") Youtube video: http://www.youtube.com/watch?v=G8Lkq0MTxqU
- 1983: Bomber Som Faller (7") Youtube video: http://www.youtube.com/watch?feature=player_detailpage&v=U5zR73xh-0k
- 1983: Jag vandrar, jag vill... Youtube video: http://www.youtube.com/watch?feature=player_detailpage&v=SEqtfOuaOQM
- 200?: Samlings-CD

http://www.youtube.com/watch?feature=player_detailpage&v=U5zR73xh-0k